# 東突厥斯坦伊斯蘭共和國國徽
东突厥斯坦伊斯兰共和国国徽（維吾爾語：شەرقىي تۈركىستان گىرىپى‎，Šärqiy Türkistan giripi）由东突厥斯坦伊斯兰共和国政府于1933年11月12日通过。今天仍被东突厥斯坦独立运动所沿用。

## 构图与寓意
该国徽中央為开口向上的新月，新月内部是内容为阿拉伯文“奉普慈特慈的真主之名”的书法花押。新月上方的3顆正方向五角星代表历史上建立于東突厥斯坦土地上的三个国家：突厥汗國、高昌回鶻汗国与喀喇汗國。新月兩侧各有9个圓點，象征着曾生活在東突厥斯坦的18個突厥部落。下方是束带拱卫着新月。